# Хьюм, Джон
Джон Хьюм (англ. John Hume; 18 января 1937[…], Дерри — 3 августа 2020, Дерри) — североирландский политик, один из основателей Социал-демократической и лейбористской партии, лауреат Нобелевской премии мира за 1998 год совместно с Дэвидом Тримблом.

## Биография
Родился в 1937 году в городе Дерри (Северная Ирландия). Обучался в Колледже Святого Колумба и Колледже Святого Патрика, а затем — в Ирландском национальном университете. Получил степень магистра искусств.
Стал членом-основателем Кредитного союза. В 1969 был избран в Парламент Северной Ирландии, а в следующем году со своими партнёрами основал Социал-демократическую и лейбористскую партию (СДЛП). В 1979 году стал представителем Северной Ирландии в Европейском Парламенте; в тот же год возглавил СДЛП.
Сыграл важную роль в подписании Англо-ирландского соглашения 1985 года, согласно которому Дублин получал официальный статус консультанта при решении вопросов, связанных с Северной Ирландией. В 1998 году принял участие в подписании Белфастского соглашения (Соглашения страстной пятницы) о мирном урегулировании североирландского конфликта. В том же году он и Дэвид Тримбл получили Нобелевскую премию мира «за усилия по поиску мирного решения конфликта в Северной Ирландии». В опросе 2010 года признан «Величайшим ирландцем».
В 2004 году принял решение оставить политику.